# Прапор Демидівки
Прапор Деми́дівки — офіційний символ смт Демидівка. Затверджений 12 грудня 1996 року рішенням сесії Демидівської селищної ради.

## Опис
Квадратне полотнище, що складається з двох горизонтальних, розділених зубчастим січенням смуг — верхньої червоної (шириною в 1/3 ширини прапора) та нижньої зеленої, у центрі на всю висоту прапора — жовтий (золотий) колос.

## Автор
Автор — Ю. П. Терлецький.